# Троцькі каштеляни
Троцькі каштеляни — посадовці (урядники) в місті Троки (нині Тракай) Великогго князівства Литовського (з 1569 року в складі Речі Посполитої).
- Пунігайло[1]
- Начко Гінівілович
- Михайло Монтовтович[2]
- Остафій Богданович Волович
- Заберезинський Ян Юрійович
- Стефан Збаразький
- Станіслав Кезгайло
- Огінський Олександр Богданович
- Казимир Олександр Потій
- Миколай Радзивілл (Старий)
- Миколай-Криштоф Радзивілл (Сирітка)
- Михайло Казимир Радзивілл (Рибонька)
- Ольбрахт-Владислав Радзивілл[3]
- Міколай Талвош (1596—1598)
- Юрій Радзивілл (1600—1613)
- Ян-Юрій Радзивілл (1588—1625)[4]
- Кипріян Павло Берестовський (1681—1684)
- Ян Владислав Берестовський (1705—1710)
- Антоній Казимир Сапіга (1737—1739)[5]
- Юзеф Богуслав Слушка